# Marie-Anne Frison-Roche
Pour les articles homonymes, voir Frison-Roche.
Marie-Anne Frison-Roche, née le 2 août 1959 à Bar-le-Duc (Meuse), est professeure française de droit. Spécialisée en droit économique, elle a largement contribué à fonder la doctrine du droit de la régulation en France dans les années 2000. 
Dans le prolongement de ces recherches, elle est la première à avoir théorisé l'existence d'un véritable droit de la compliance, dès 2016, et contribue par ses travaux à créer et développer cette branche du droit, notamment en tant que directrice du Journal of Regulation & Compliance (JoRC). 

## Biographie

### Jeunesse et études
Marie-Anne Frison-Roche a suivi des études de droit. Elle a reçu un diplôme d'études approfondies de droit privé à l'université Paris I Panthéon Sorbonne  en 1984 et un DEA de droit processuel à l'université d'Assas en 1983. En 1988, elle a obtenu un doctorat d'État en droit privé après la soutenance d'une thèse intitulée Généralités sur le principe du contradictoire soutenue à Assas en 1988. 
Elle est également titulaire d'une licence de philosophie à l'université Paris IV Sorbonne, reçue en 1987.
Elle a été reçue major à l'agrégation de l'enseignement supérieur en droit privé et sciences criminelles en 1991.

### Carrière professionnelle
Après avoir été reçue à l'agrégation, elle devient professeur à l'université d'Angers, puis à l'université Paris-Dauphine à partir de 1996. Elle fonde successivement dans chacune de ces institutions un diplôme d'études approfondies ou un master, à chaque fois en droit économique. 
En 2000, elle est repérée par Richard Descoings qui la recrute à l'Institut d'études politiques de Paris. Sa mission est de mettre en place l'école de droit de Sciences Po. Elle fonde en 2000 la chaire Régulation, qui structure des recherches et des manifestations publiques sur le thème de la régulation juridique, et qu'elle dirige en 2009.  
Son objectif scientifique se développe dans l'ensemble de ses activités d'enseignement, de publication, de conseil aux gouvernements et aux entreprises, à savoir l'établissement d'une doctrine cohérente à la fois juridique, économique et politique des institutions, règles et décisions caractéristique des secteurs régulés tels que les transports, les télécommunications, les médias, Internet, l'énergie, la finance, la banque, l'assurance, la santé et l'environnement. Elle fonde lors de son arrivée à Sciences-Po en 2001 le Master de droit économique qu'elle dirigea jusqu’en 2009. Elle fonde The Journal of Regulation en 2010 devenu depuis 2017 The Journal of Regulation and Compliance dont les supports sont un site Internet et une revue papier. Elle dirige deux collections éditoriales, "Cours Dalloz" aux éditions Dalloz et Droit et Économie aux éditions LGDJ. Elle crée en 2010 une maison d'édition, MAFR Publishing.

## Publications, interventions publiques et thèmes de recherche
Du point de vue quantitatif, Marie-Anne Frison-Roche a écrit une quinzaine de livres, dirigé une soixantaine d'ouvrages et écrit environ 350 articles. Elle a organisé une cinquantaine de manifestations, dont une quinzaine de dimension internationale. Ses conférences et interventions publiques s’élèvent à environ 380. Elle est auditionnée par les organismes publics français et étrangers principalement à l'occasion des réformes législatives. Beaucoup de ses travaux sont disponibles sur son site.
Du point de vue qualitatif, son terrain d'expertise est la régulation. Elle a écrit à partir de 2000 sur ce qu'il est convenu d’appeler depuis « droit de la régulation » et participe à la mise en place nationale et internationale des régulations économiques sectorielles performantes. Elle écrit les ouvrages de référence concernant la régulation, par exemple Les 100 mots de la régulations (2010) ou le Précis Dalloz du droit de la régulation (à paraître). Elle appréhende la régulation sous le triple angle du droit, de l'économie et de la science politique. De nombreux régulateurs, français ou étrangers, s'adressent à elle pour qu'elle leur remette des études spécifiques. La publication dont elle est l'éditrice, la directrice et la rédactrice en chef, The Journal of Regulation, reçoit l'appui d'une quarantaine de partenariats d'entreprises et tous les régulateurs spécialisés participent au comité global du Journal. On estime que Marie-Anne Frison-Roche est, en doctrine directement opérationnelle la référence en matière de régulation. 
Par ailleurs, elle continue de travailler dans la perspective philosophique, notamment sur la place des États dans les régulations économiques mondialisées et publie régulièrement des articles de sociologie juridiques, tirés notamment de son expérience au sein du laboratoire de sociologie juridique de Paris 2 fondé par Jean Carbonnier, laboratoire qu'elle a dirigé pendant de nombreuses années.

## Récompenses et distinctions
- Chevalier de la Légion d'honneur[9]